# Igor Oleszkiewicz
Pour les articles homonymes, voir Oleszkiewicz.
Igor Oleszkiewicz, né le 3 janvier 1942, à Baranavitchy, en République socialiste soviétique de Biélorussie, est un ancien joueur de basket-ball polonais. 